# Cirnecoccus policis
Cirnecoccus policis är en insektsart som först beskrevs av Mamet 1940.  Cirnecoccus policis ingår i släktet Cirnecoccus och familjen ullsköldlöss. Inga underarter finns listade i Catalogue of Life.